# نبرد تاننبرگ
نبرد تاننبرگ (Battle of Tannenberg) یکی از بزرگ‌ترین و تعیین‌کننده‌ترین نبردهای آغازین جنگ جهانی اول بود که در بین ۲۶ تا ۳۰ اوت ۱۹۱۴ میان امپراتوری آلمان و امپراتوری روسیه در منطقه پروس شرقی (امروزه در لهستان) رخ داد. این نبرد به یک پیروزی قاطع و نمادین برای آلمان تبدیل شد و باعث فروپاشی ارتش دوم روسیه شد. 

## زمینه‌ی استراتژیک و موقعیت اولیه جبهه‌ها
در اوت ۱۹۱۴، همزمان با حمله آلمان به فرانسه از طریق بلژیک، روسیه برخلاف انتظار آلمان بسیار سریع‌تر از پیش‌بینی‌ها بسیج شد و دو ارتش بزرگ خود را به جبهه شرقی فرستاد: ارتش اول به فرماندهی ژنرال رِننکَمپف از شرق به سمت شمال پروس شرقی حرکت کرد و ارتش دوم به رهبری ژنرال سامسونوف از جنوب در حال پیشروی بود. برنامه روس‌ها این بود که با پیشروی همزمان از دو جناح، نیروهای آلمانی را در شرق به محاصره درآورند. آلمان‌ها فقط یک ارتش در شرق داشتند: ارتش هشتم به فرماندهی ژنرال فون پریتویتس، که در برابر این تهاجم دچار وحشت شد و پیشنهاد عقب‌نشینی به غرب رود ویستولا را داد. ستاد کل آلمان از این تصمیم ناراضی بود و او را برکنار و ژنرال پاول فون هیندنبورگ را به فرماندهی منصوب کرد، با ژنرال اریش لودندورف به‌عنوان رئیس ستاد عملیاتی.
پروس شرقی نقطه ضعفی بود که به صورت یک پیشرفتگی در درون سرزمین روسیه جلوه خودنمایی می‌کرد. این ناحیهٔ تاریخی از شمال به دریای بالتیک و از جنوب به روسیه (امروزه لهستان) امتداد داشت. قسمت مرکزِ شرقیِ آن به شکل یک دماغهٔ مستحکم و سنگربندی شده بود؛ جایی که مرکز استان یعنی کونیگسبرگ (اکنون کالینینگراد در روسیه) قرار داشت.
در اوایل جنگ جهانی اول، روس‌ها برای انتقال سریع نیروهای خود تا مرز آلمان به دو از سه راه‌آهن معتبر اتکا می‌کردند که هر یک توانایی حمل یک ارتش را داشت؛ اما به دلیل تفاوت استاندارد فاصله‌ ریلی (راهنمایی متفاوت از سیستم‌های اروپای غربی) این راه‌آهن‌ها تنها تا مرز آلمان ادامه می‌یافتند و بهره‌برداری از شبکه ریلی دشمن مستلزم تصرف لوکوموتیوها و قطارهای پروس می‌شد. به عنوان مثال، راه‌آهن ارتش اول که از ویلنیوس (امروزی در لیتوانی) آغاز می‌شد، ۱۳۶ کیلومتر تا جنوب شرقی کونیگسبرگ امتداد داشت و راه‌آهن ارتش دوم از ورشو به مسافتی ۱۶۵ کیلومتری گسترش یافته بود؛ ترکیب این شبکه‌ها به روس‌ها این امکان را می‌داد تا ژرمن‌ها در پروس شرقی را در یک دام تاکتیکی بكوبند. از سوی دیگر، مشکلات لجستیکی ناشی از زنجیرهٔ تأمین ناکافی—به دلیل عدم وجود راه‌های استاندارد و آسفالت‌شده در داخل روسیه به‌منظور دفاع از قلمرو—و همچنین نگهداری تعداد زیادی سواره نظام و قزاق (هر اسب به منابع غذایی معادل ده انسان نیاز داشت) بر کارایی کلی عملیات تاثیر منفی گذاشت. از نظر فرماندهی نیز، ارتش اول تحت رهبری ژنرال پاول فون رننکمپف، یک آلمانی‌بالتیک باتجربه از جنگ روس-ژاپن، و ارتش دوم به هدایت ژنرال الکساندر سامسونوف، صاحب تفکر درخشان نظامی و تحصیلات ممتاز، قرار داشتند؛ هر دو ارتش نیز از طریق فرماندار نظامی ورشو، ژنرال یعقوب ژیلینسکی که پیش‌تر ریاست ستاد ارتش امپراطوری روسیه را برعهده داشته و قرارگاه او در ولکوویسک (اکنون Vawkavysk در بلاروس) نزدیک به کونیگسبرگ بود، هماهنگ می‌شدند.
در آغاز جنگ جهانی اول، ارتش روسیه به دلیل کمبود تجهیزات مخابراتی مانند کابل و سیم، نتوانست خطوط ارتباطی مطمئنی میان فرماندهان خود برقرار کند و مجبور شد به ایستگاه‌های بی‌سیم صحرایی متکی باشد. از آنجا که روس‌ها هنوز رمزهای جدید خود را کامل نکرده بودند و برخی فرماندهان (مثل سامسونوف) حتی رمز اختصاصی نداشتند، پیام‌های حساس به‌صورت آشکار و بدون رمز ارسال می‌شد. با اینکه روس‌ها می‌دانستند آلمان‌ها قادر به شنود و شکستن کدهای قدیمی هستند، همچنان از آن‌ها استفاده کردند. این ضعف ارتباطی موجب شد آلمان‌ها از اطلاعات دقیق درباره موقعیت و تحرکات روس‌ها مطلع شوند و نقشی کلیدی در پیروزی‌شان در نبرد تاننبرگ ایفا کرد.

طرح اشلیفنِ آلمانی‌ها پیشنهاد کرده بود در زمانی که روس‌ها مشغول بسیج نیروهای خود هستند، به سرعت فرانسه را شکست دهند. آنگاه این کشور به سرعت می‌توانست ارتش‌های خود را با سیستم راه‌آهن پیشرفته اش به جبهه شرق جهت تقابل با روسیه انتقال دهد. از همین رو، ارتش هشتم آلمان تحت فرماندهی ماکسیمیلیان فون پریتویتس در پروس شرقی مستقر شده بود که قرار بود روس‌ها را عقب براند. مشخصهٔ ظاهری پروس شرقی، انبوهی از دریاچه‌ها، باتلاق‌ها و درختان متراکم بودند، چیزی که کار را برای مدافعین آسان می‌کرد. زمانی که جنگ آغاز شد، اکثریت ارتش هشتم آلمان در جنوب غربی کونیگسبرگ مستقر و آماده دفاع از جنوب غربی یا جنوب شرقی این شهر بود. ۴۸۵٬۰۰۰ روسی در برابر ۱۷۳٬۰۰۰ آلمانی روبرو می‌شدند. بیش از نیمی از افراد هر دو متخاصم صرفاً بسیج شده و بنابراین هنوز برای جنگیدن مناسب نبودند.

## مقدمات نبرد:۱۷ تا ۲۲ اوت
ارتش یکم رننکَمپف در روز ۱۷ اوت از مرز گذشت و به آهستگی به سوی غرب حرکت کرد. این اقدام زودتر از پیش‌بینی ژرمن‌ها انجام گرفت چرا که بسیج نیروهای روس، به ویژه در نواحی بالتیک و ورشو، نه با فرمان عمومی تزار در ۳۰ ژوئیه بلکه در روز ۲۵اُم و آنهم به‌طور سری آغاز شده بود. این ارتش در نزدیکی اشتالوپونه توسط یک لشکر از سپاه اول آلمان تحت فرماندهی ژنرال هرمان فون فرانسوا مورد حمله قرار گرفت، آنها روس‌ها را عقب زده و ۳٬۰۰۰ نفر اسیر گرفتند، اما سپاه یکم آلمان که بدون دستور ژنرال پریتویتس حمله کرده بود، از وی دستوری مبنی بر عقب‌نشینی به گامبینن برای تمرکز قوا دریافت کرد. پیشروی روس‌ها در عصر ۱۸ اوت و روزهای پسین ادامه یافت.
پریتویتس وقتی پس از ردگیری پیام رادیویی روس‌ها دانست که پیاده‌نظام رننکمپف در حال استراحت است، در ۲۰ اوت به گامبینن حمله برد. سپاه اول آلمان تحت فرماندهی ژنرال فرانسوا روبروی جناح چپ رننکمپف، سپاه هفدهم تحت رهبری ژنرال مکنسن در میانه و سپاه یکم ذخیره تحت فرماندهی اتو فون بلو نیز در جناح راست روبروی وی قرار داشتند. یک حرکت شبانه، یکی از لشکرهای فرانسوا را قادر ساخت که به جناح راست سپاه بیستم روسیه در ساعت چهار بامداد ضربه ای وارد کند. ارتش رننکمپف تکانی به خود داد تا مصراً در برابر حمله مقاومت کند. توپخانهٔ آنها دائماً در حال تخریب مواضع دشمن بود تا بالاخره مهماتشان به پایان رسید و بمباران را متوقف کردند. جهت استراحت دادن مردانی که بر اثر گرمای داغ تابستان تحلیل رفته بودند، در ساعت ۱۶:۰۰ حملهٔ سپاه یکم آلمان موقتاً متوقف شد. فرانسوا اطمینان داشت که روز آینده نبرد را خواهد برد. در جناح چپ وی سپاه هفدهم ژنرال مکنسن حمله ای پُرتوان و سرراست به روس‌ها انجام داد اما پیاده‌نظام روس‌ها ایستادگی کرد. در هنگامهٔ عصر، توپخانه سنگین روسیه حمله ای متقابل انجام داد و پیاده‌نظام آلمان به همراه توپخانه اش با دستپاچگی گریخت. پریتویتس به سپاه اول و سپاه اول ذخیره دستور داد کار را متوقف کرده و آنها هم عقب بنشینند. وی در نیم روز به ژنرال مولتکه_ریاست ستاد کل ارتش امپراتوری آلمان_ تلفن کرد و گزارش داد همه چیز خوب پیش می‌رود؛ عصر همان روز تلفن کرد که فاجعه ای را گزارش دهد. مشکلات وی رو به تزاید گذاشتند زمانی که یک پیام ردگیری شدهٔ روس‌ها نشان داد که ارتش دوم روسیه با استعداد پنج سپاه و یک لشکر سواره نظام در حال پیشروی است و تجسس هوایی آلمان نیز ستون‌های این ارتش را در حال ورود به مرز آلمان مشاهده کردند. این ارتش با یک سپاه منزویِ تقویت شدهٔ آلمانی (سپاه بیستم) تحت هدایت فریدریش فون شولتس مورد حمله قرار گرفت. پریتویتس در همان صبح با حالتی مرکب از هیجان و سردگمی مرتباً و فریاد کشان گزارش‌های ناخوشایندی را به ژنرال مولتکه تقدیم می‌کرد. در ۲۰:۲۳ ارتش هشتم پریتویتس به ستاد کل تلفن کرد که به پروس غربی عقب خواهد نشست.
در هر صورت صبح روز ۲۱ اوت ستاد ارتش هشتم آلمان پی برد که چون ارتش دوم ژنرال سامسونوف به گذرگاه‌های ویستولا نزدیکتر است باید اکثریت نیروهای خود را جابجا کرده تا به سپاه بیستم آلمان_پیش از اینکه هرچه بیشتر عقب‌نشینی کند_ یاری برسانند. اکنون به اطلاع مولتکه رسید که روس‌ها تنها مسافتی کوتاه را عقب خواهند نشست؛ فرانسوا در انتقاد از مافوق‌های دستپاچه و ترسوی خود، مستقیماً به قیصر اعتراض کرد. عصر این روز پریتویتس گزارش کرد که لشکر اول سواره نظام آلمان ناپدید شده‌است؛ گزارشات بعدی وی فاش ساخت که با ۵۰۰ اسیر از موضع خود رانده شده بودند. مولتکه احتمالاً از قبل تصمیم داشت هر دوی پریتویتس و رئیس ستادش آلفرد فن والدرزه (با آلفرد فن والدرزه رئیس ستاد ارتش آلمان از ۱۸۸۸ تا ۱۸۹۱ اشتباه نشود) را از کار برکنار سازد. در صبح روز ۲۲ اوت جانشینان آنها یعنی ژنرال هیندنبورگِ بازنشستهٔ ۶۷ ساله و ژنرال لودندورف ۴۹ ساله حکم انتصاب خود را دریافت کردند.
ارتش هشتم آلمان حالا دستورهایی مبنی بر حرکت به سوی ارتش دوم ژنرال سامسونوف صادر کرد. سپاه اول فرانسوا بیش از باقی نیروها به راه‌آهن نزدیک بود بنابراین قرار بر این شد که با قطار به راه افتاده و جناح راست سپاه بیستم را حمایت کند، در حالی که باقی سپاه ها∗ باید مسافتی کوتاه‌تر را پیاده طی می‌کردند تا جناح چپ این سپاه را پوشش دهند. لشکر یکم سواره با تعدادی نیروی مسن تر جهت رصد هرگونه تحرک ارتش اول روسیه باقی گذاشته شد. در عصر ۲۲ اوت متصدی راه‌آهن ارتش هشتم با تلگرافی اطلاع یافت که فرماندهان جدید با قطاری مخصوص در حال آمدن هستند. تلگرام برکناری پریتویتس بعداً به دست وی رسید. سپاه یکم با راه‌آهنی به طول بیش از ۱۵۰ کیلومتر صبح و شب در حال حرکت بود، قطارها هر ۳۰ دقیقه تعوض می‌شدند و برای تخلیه بار که یک یا دوساعت پیش‌بینی شده بود، تنها ۲۵ دقیقه وقت تلف کردند.
پس از نبرد گامبینن در ۲۰ اوت، رننکمپف تصمیم گرفته بود نیروهایش را جهت تجدید تدارکات یا آمادگی در صورت حمله بعدی آلمان‌ها در موضعی مناسب قرار دهد. هر دو ارتش روسیه از مشکلات جدی تدارکاتی رنج می‌بردند؛ تمامی تجهیزات آنها باید پس از تخلیه در راه‌آهن روسیه با گاری حمل می‌شدند چرا که نمی‌توانستند به دلیلی که ذکر شد از راه‌آهن پروس استفاده کنند، بسیاری از واحدها نیز به خاطر کمبود نان پزی، مهمات، گاری‌ها و امثالهم در مضیقه بودند. ارتش دوم سامسونوف همچنین با سازمان ستادی ضعیف و ارتباطات نامناسبش در تنگنا بود. ضعف سازمان ستادی نه تنها بر مشکلات تدارکات می‌افزود بلکه مهم‌تر از آن، سبب شد سامسونوف در طول نبرد، هرگونه کنترل عملیاتی بر نیروهای تحت فرمانش، به جز سپاه‌های سیزدهم و پانزدهم که در مجاورت ستادش بودند، را از دست دهد.

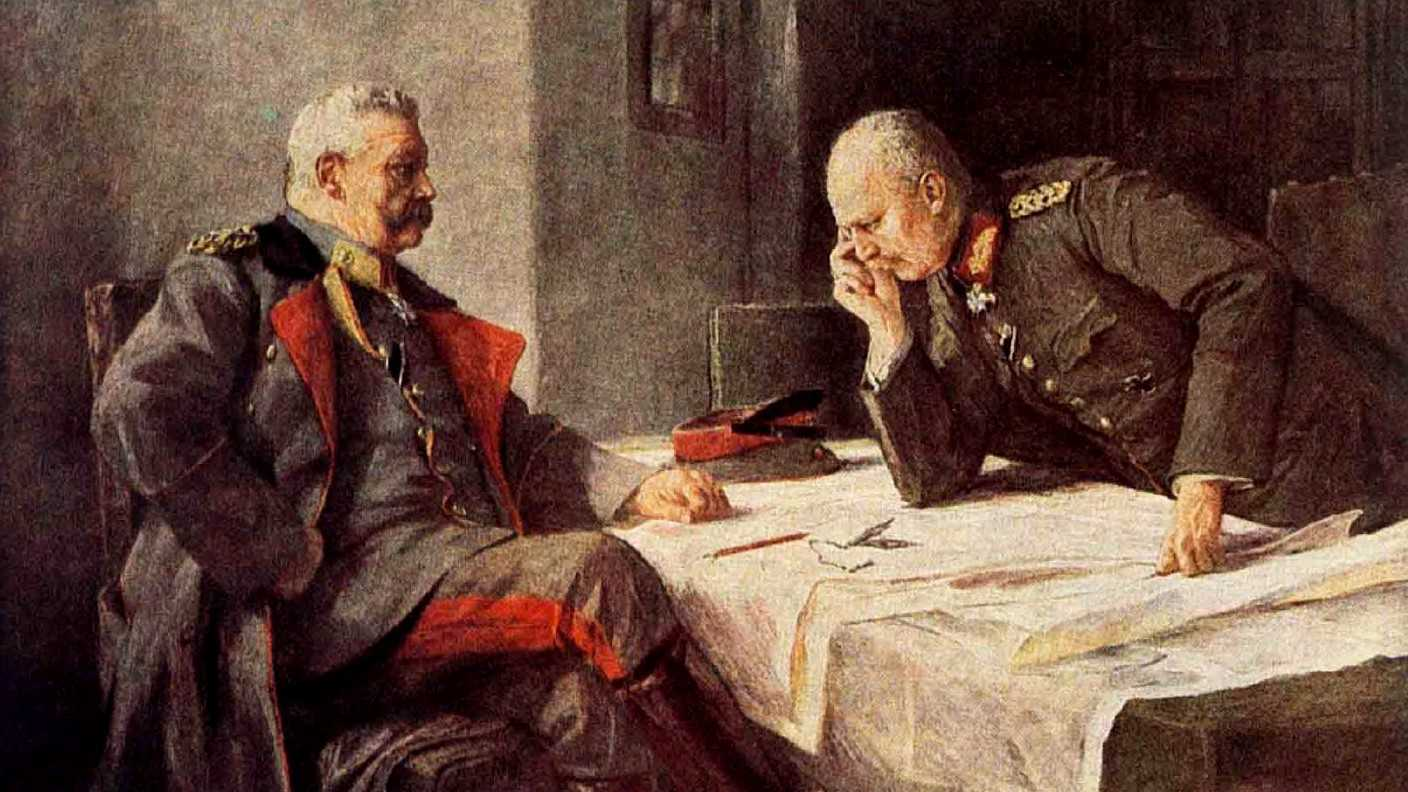
ژنرال هیندنبورگ (چپ) و رئیس ستادش ژنرال لودندورف؛ فاتحین نبرد تاننبرگ. اثر هوگو وُگِل

## نبرد

### آرایش ارتش هشتم آلمان
فرماندهان جدید یعنی ژنرال هیندنبورگ و ژنرال لودندورف، کسانی که کمتر کسی فکر می‌کرد در دو سال پایانی جنگ تمامی امور سیاسی و نظامی آلمان را در پنجهٔ خود قبضه کنند، اولین بار یکدیگر را در شب ۲۲ اوت و در قطاری ویژه ملاقات کردند. در ساعت چهارده روز ۲۳ اوت به مارینبورگ رسیده و با کارکنان ستاد ارتش هشتم خود جلسه ای برگزار کردند. هیندنبورگ هیچ‌یک را نمی‌شناخت. لودندورف اما معاون ستاد یعنی ماکس هوفمان که همرزم سابق و همسایه اش در برلن بود، به علاوهٔ تنی چند از افسران جزء را می‌شناخت. اولین قدم فرماندهان جدید، تنظیم و طبقه‌بندی دستورهایی مبنی بر تمرکز بخش اعظم ارتش هشتم در برابر ارتش دوم سامسونوف بود، چیزی که ستاد را به ستوه آورد. در هر حال، به دلیل اوضاع و شرایط، دستورها تقریباً به یکدیگر شبیه بودند. سپاه یکم فرانسوآ هنوز با قطار در حال انتقال بود. ارتش هشتم به این سپاه دستور داده بود که به سوی غرب پیش رود تا گذرگاه‌های ویستولا را سد کند اما اکنون قرار شد در ایلائو پیاده شود، جایی که می‌توانست به جناح راست سپاه بیستمِ شولتس یاری رساند. سپاه هفدهم مکنسن و سپاه یکم ذخیره نیز قرار بود به جناح چپ آن یاری رسانند. ژنرال لودندورف، پیاده رویِ دو سپاه نامبرده را برای استراحت دادن تا یک روز به تأخیر انداخت، در حالی که اینکار می‌توانست سبب حمله ارتش یکم رننکمپف شود. لشکر یکم سواره با برخی نفرات مسن خود در جنوبِ منتها الیهٔ شرقیِ استحکامات کونیگسبرگ باقی ماند تا با ارتش رننکمپف رودررو شود. بخش شرقی استحکامات کونیگسبرگ تنها قسمتی بود که تماماً به سرباز مجهز بود در حالی که قسمت جنوبی شهر کاملاً باز بود.
اکنون فرماندهان جدید به نحوی رؤیایی بر حساسیت اوضاع افزودند. آنها می‌بایست کاری بیش از متوقف نمودن سامسونوف انجام دهند، چنان‌که کوشیده بودند ارتش رننکمپف را سد کرده و آن را پس بزنند. ارتش سامسونوف باید حتماً پیش از حرکت به سوی ارتش رننکمپف مضمحل می‌شد. فعلاً سامسونوف باید فقط با نیرویی که در مقابلش می‌دید بجنگد، یعنی با سپاه بیستمی که اکثراً از سربازان اهل پروس شرقی ای تشکیل شده بود که از ولایت خود دفاع می‌کردند. اکثریت ارتش وی هنوز در حال رسیدن به خط مقدم بودند؛ اگر لازم می‌شد، اجازه می‌یافتند به قلب این استان رسوخ کنند در حالیکه نیروهای تقویتی در جناحین آنها موضع گرفته بودند و آماده بودند متجاوزین را محاصره کنند، تاکتیکی که توسط ژنرال اشلیفن ترویج شده بود. خطر این بود که اگر ارتش یکم رننکمپف به سوی جنوب غربی حرکت کند، آنگاه منتها الیه جناح چپ ارتش هشتم∗ با خطر روبرو می‌شود. با چنین آرایشهایی، مشخص بود که نبرد بعدی با آمار ۱٫۸ سرباز روسی در برابر هر سرباز آلمانی به وقوع خواهد پیوست. ستاد ارتش هشتم به ستاد کل ارتش آلمان اطلاع داد که قصد دارند ارتش دوم را محاصره کنند.

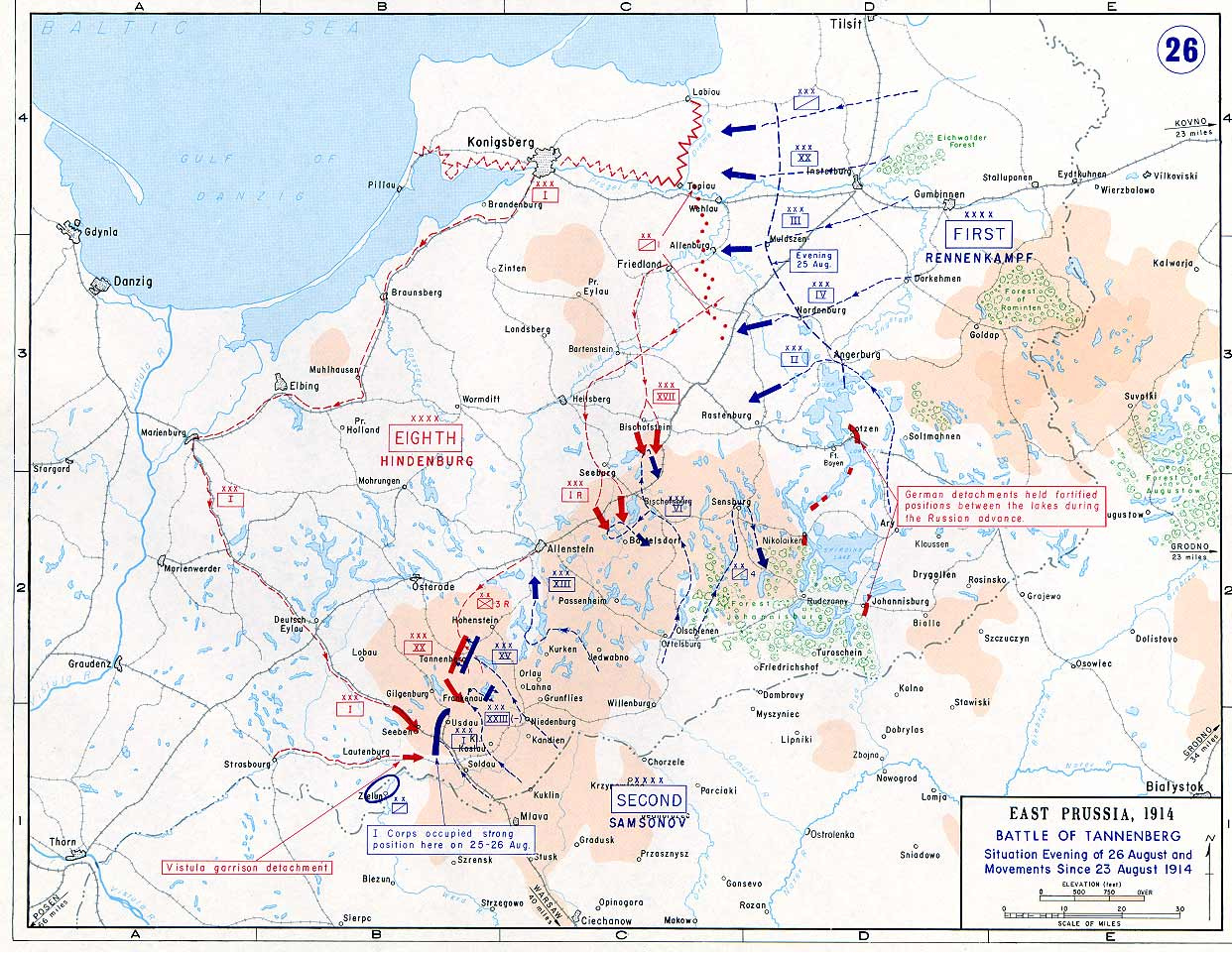
نقشه عملیاتی نبرد تاننبرگ. به مسیر حرکت طولانی سپاه یکم که از جنوب کونیگسبرگ آغاز و تا منتها الیه جناح راست ارتش آلمان ادامه دارد، توجه شود.

### مراحل اولیهٔ نبرد؛ ۲۶–۲۳ اوت
ژیلینسکی با پیشنهاد سامسونوف مبنی بر آغاز پیشروی ای فراتر از آنچه در طرح اولیه شان توافق شده بود، موافقت کرد؛ اقدامی که ارتش دوم را هرچه بیشتر از ارتش اول دور می‌ساخت. در ۲۲ اوت نیروهای سامسونوف در طول خط جبهه شان با آلمانی‌ها مواجه شده و آنها را در چند موضع به پس راندند. ژیلینسکی به وی دستور داد با قدرت بتازد. ظرف شش روز آنها در گرمای داغ تابستان با میانگین روزانه ۲۴ کیلومتر بدون استراحت کافی پیشروی می‌کردند تا منابعشان به پایان رسید. در ۲۳ اوت آنها به سپاه بیستم آلمان حمله کردند، سپاهی که همان شب به خط اورلائو_فرانکنائو عقب نشسته بود. روس‌ها پیشروی را ادامه داده و در ۲۴ اوت مجدداً یورش بردند؛ اکنون که سپاه بیستم تا حدودی سنگر گرفته بود موقتاً پیشروی آنان را متوقف کرد و سپس جهت اجتناب از محاصرهٔ احتمالی بار دیگر عقب نشست.
سامسونوف اکنون فرصتی شگفت‌انگیز در پس دیدگانش می‌دید زیرا تا آنجا که اطلاع داشت، هیچ‌یک از جناحین وی مورد یورش قرار نگرفته بود. وی به اکثر واحدهایش فرمان داد به شمال غربی به سوی ویستولا پیشروی کنند، و فقط سپاه ششم خود را برای پیشروی به سوی هدف اولیهٔ سیبورگ جا گذاشت. او فاقد هوابرد کافی یا سواره نظام ماهری بود که مواضع آلمان در جناح چپش را شناسایی کنند. رننکمپف اشتباهاً گزارش کرده بود که دو سپاه ژرمنی در مواضع کونیگسبرگ پناه گرفته‌اند.(درحالی که چنان‌که ذکرش رفت، فقط لشکر یکم سواره آلمان در برابر ارتش وی حضور داشت)
در ۲۴ اوت هیندنبورگ، لودندورف و هوفمان سوار بر خودرو، در طول خطوط نیروها برای ملاقات با شولتس (فرمانده سپاه بیستم) و افراد تحت امرش دیدن کردند؛ برای این کار از راه‌هایی که پناهجویانِ دستپاچه و جنگ زده اشغال کرده بودند، عبور کردند. منظرهٔ ستون‌های دودِ برخواسته از روستاهای بمباران شده با توپخانه نیز قابل مشاهده بود. آنها توانستند در حین بازدید، کنترل ارتش تحت امر خود را حفظ کنند چرا که بسیاری از اپراتورهای محلی تلفن در محل کار خود باقی مانده و همراه خودروی این دو حرکت می‌کردند. در طول مسیر آنها و اسکورت‌هایشان از روستای تاننبرگ گذشتند؛ جایی که شکست سلحشوران توتونی ژرمن از لهستانی‌ها و لیتوانیایی‌ها در ۱۴۱۰ میلادی را در یادها زنده کرد. ژنرال هیندنبورگ در حالی که در نزدیکی ویرانه‌های کاخ سلحشوران توتونی قدم می‌زد، در اندیشهٔ آن نبرد تاریخی بود. (در ۱۹۱۰ اسلاوها پیروزی خود را در این نبرد گرامی داشته بودند)با یک تلفن از سوی ستاد، هیندنبورگ و لودندورف اطمینان یافتند که ارتش رننکمپف در حال پیشروی بود، اما به آهستگی، چرا که گاری‌های سنگینش در شن‌های پروس شرقی فرومی‌رفتند. آنها از پیشنهاد پیشروی سامسونوف که قبلاً توسط آلمان‌ها ردگیری شده بود و با کاغذهای مکشوف از جسد یک افسر روسیِ مقتول در نبرد گامبینن نیز کاملاً همخوانی داشت، اطلاع یافتند. زمانی که این دو ژنرال با فرانسوا ملاقات کردند، به وی گفته شده بود که سامسونوف در حال پیشروی به سوی شمال غربی است تا با جناح راست ارتش آلمان (یعنی سپاه یکم خودش) رودررو گردد. به این سپاه دستور داده شد که در ۲۵ اوت به جناح چپ ارتش سامسونوف یورش ببرد. فرانسوا قویاً مخالفت کرد: تنها بخشی از سپاهش فرا رسیده بودند و توپخانهٔ اش تا روز ۲۶اُم تخلیه و آماده نخواهد شد. ژنرال لودندورف فریادی بر سر وی کشید تا اینکه بالاخره پذیرفت حمله کند.
در راه بازگشت به ستاد، هوفمان پیام رادیویی ردگیری شدهٔ دیگری دریافت کرد. دستورهایی که رننکمپف اخیراً از ژیلینسکی دریافت کرده بود، عبارت بودند از ادامه پیشروی به سوی غرب_نه چرخش به جنوب برای کمک به سامسونوف_ و سامسونوف نیز به نوبهٔ خود دستور داشت به شمال غربی پیشروی کند. در راه بازگشت، هیندنبورگ به ستادش گفت: «آقایان، آمادگی مان عالیست به گونه ای که امشب را می‌توانیم آسوده بخوابیم.»

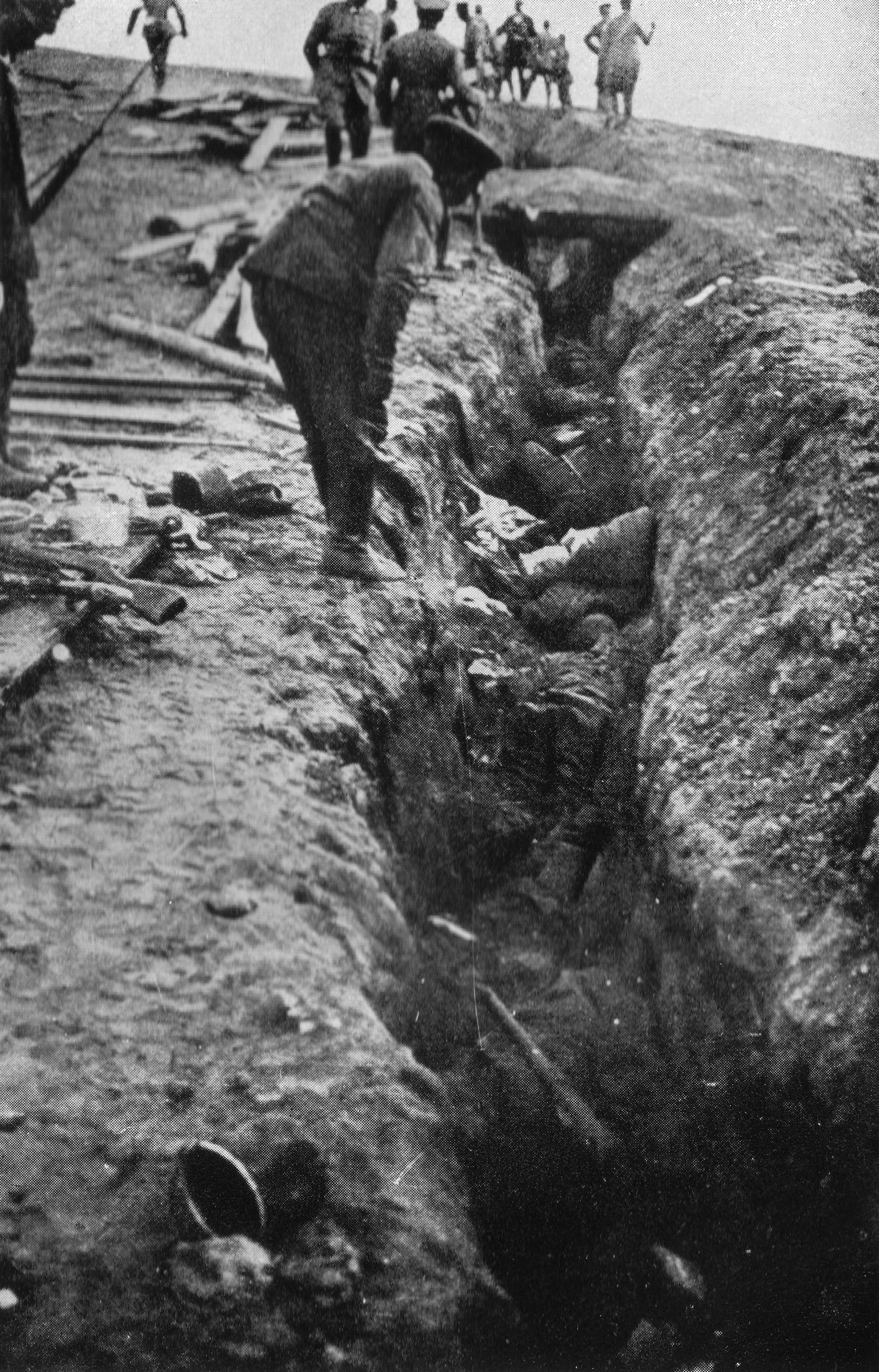
سربازان مقتول روسی در سنگرها

وقتی نبرد در حال آغاز بود، ستاد کل ارتش آلمان به ستاد ارتش هشتم خود تلگراف زد که سه سپاه و یک لشکر سواره را به پروس شرقی خواهد فرستاد. لودندورف در پاسخ گفت که آنها خیلی دیر به این نبرد خواهند رسید اما اگر هم امکان دارد آنرا بدهند، قدمش خیر است. ژنرال مولتکه هم که نسبت به پیشروی شان در فرانسه و بلژیک خوشبین بود، دو سپاه و یک لشکر سواره را به آنجا فرستاد.

### نبرد اصلی:۳۰–۲۶ اوت
سواره نظام سامسونوف مواضع ژرمن‌ها در جناح چپ خود را مورد شناسایی قرار دادند، بنابراین وی نیروهای ذخیره را برای گسترش طول جبهه اش خواستار شد، اما ساعت‌ها و حتی روزها طول می‌کشید که آنها فرا رسند. اکنون قطارهای حامل توپخانهٔ سپاه یکم فرانسوآ از راه رسیدند. سرانجام در ۲۶ اوت وی چنان‌که قول داده بود حمله ای به جناح چپ سامسونوف انجام داد و آنها را عقب زد اما در ۱۵:۴۵ جهت سازماندهی حمله ای قوی با مردانی سیر و مهمات پُر، حمله را موقتاً متوقف نمود. شولتس نیز کوشید مطمئن گردد که روس‌ها مخفیانه جناحین او را درنمی‌نوردند، در غیر اینصورت فرار از این دام مشکل می‌شد. در جناح راستش، حمله ای جهت پس زدن لشکر دوم روسیه انجام داد که تقریباً آنرا منهدم کرد. در جناح چپش لشکر سوم ذخیره (با نماد 3R قرمز رنگ در نقشه) حملهٔ سپاه ششم روس ها (با نماد VI آبی رنگ) را پس زد. (هر چند که در نقشه چنین چیزی دیده نمی‌شود) اما داستان در مرکز این جبهه تفاوت می‌کرد، جایی که سپاه سیزدهم روسیه (با نماد XIII) تقریباً بدون درگیری تا جادهٔ آلنشتاین(Allenstein) به پیش تاخت.
فرماندهی کل قوای روسیه یعنی گرانددوک نیکلای نیکلایویچ رومانوف (پسر عموی تزار سابق، الکساندر سوم) با ژیلینسکی دیدار کرد و به او دستور داد از سامسونوف پشتیبانی کند. بنابراین رننکمپف به دو سپاه خود امر کرد بر کونیگسبرگ تمرکز کرده، و از سوی دیگر به دو سپاه بعدی دستور داد به جنوب شرقی برای مرتبط شدن با ارتش سامسونوف پیشروی کنند. این دستورات نیز بدون رمز با پیام وایرلس صادر شدند. روز بعد بر طبق این دستور، سواره نظام ارتش یکم به سوی ارتش دوم حرکت کرد اما پیاده‌نظام آن تا دریافت تدارکات منتظر ماند.
عصر آن روز ستاد ارتش هشتم حالتی پرتنش و عصبی داشت. در طول روز گزارشاتی اندک به دستش رسیده بود آن هم در زمانی که می‌خواست از دامی که ارتش دوم بر وی می‌گستراند، بگریزد. سپاه بیستم(XX قرمز رنگ) در یک روز داغ دیگر بازهم کارش را به نحو احسن انجام داد اما اکنون کم توان شده بود. این سپاه خبر داشت که سپاه هفدهم فون مکنسن و سپاه یکم ذخیره در فاصله ای دور در جناح چپش، در حال فرا رسیدن هستند اما قرارگاه این سپاه راجع به میزان پیشروی این دو سپاه نامبرده اطلاع زیادی نداشت. درحقیقت سپاه هفدهم آلمان، سپاه ششم دشمن را شکست داده بود و آنها را وادار به فرار در طول جاده‌ها کرده بود. (در نقشه سپاه هفدهم مکنسن با رنگ قرمز و نماد رومی XVII و سپاه ششم روس با نماد VI قابل مشاهده است) سپاه هفدهم راه‌پیمایی در آن هوای به‌غایت گرم را تاب آورده بود و برخی نفراتش هنوز به حدی توان داشتند که با دوچرخه‌هایی که از غیرنظامیان قرض کرده بودند، راه را ادامه دهند. در ادامهٔ مشکلات آلمان‌ها، تجسس هوایی آلمان گزارش کرد که اکثر ارتش سامسونوف هنوز در راه‌آهن مشغول تخلیه بار است. یک تجسس هوایی دیگر به اشتباه گزارش کرد که پیاده‌نظام رننکمپف اکنون روبروی آنهاست. ارتش هشتم در خطر به دام افتادن بود.
هوفمان که خود در کنار ژاپنی‌ها شاهد جنگ این کشور با روسیه در ۱۹۰۵_۱۹۰۴ بود، کوشید اعصاب ستاد را با گفتن این که سامسونوف و رننکمپف چگونه در طول آن جنگ با یکدیگر به معارضه برخواسته بودند و بنابراین امکان ندارد رننکمپف به کمک سامسونوف بشتابد، آرام کند. این داستان خوبی بود که هوفمان مکرراً آنرا میسرائید و بنابراین در بسیاری از منابع تاریخی نیز ذکر آن رفته‌است اما نه در خاطرات هیندنبورگ و نه خاطرات لودندورف چنین اشاره ای دیده نمی‌شود.
به گفته هیندنبورگ:"... تصمیمات قاطع [به تدریج] خود را تسلیم دودلی کردند…" در هنگامهٔ شام، ژنرال لودندورف آشکاراً پریشان و مضطرب بود و دائماً با نانی که در دست داشت ورمی‌رفت، سرانجام با حالتی غیردوستانه خواست که شخصاً با هیندنبورگ صحبت داشته باشد. با پایان گفتگو، وی بازگشته و فرمانهایی مبنی بر ادامه حمله به ارتش سامسونوف را صادر کرد. اکنون ارتش دوم سامسونوف در خط جبه ای به طول ۱۰۰ کیلومتر با آلمان‌ها رو در رو شده بود.

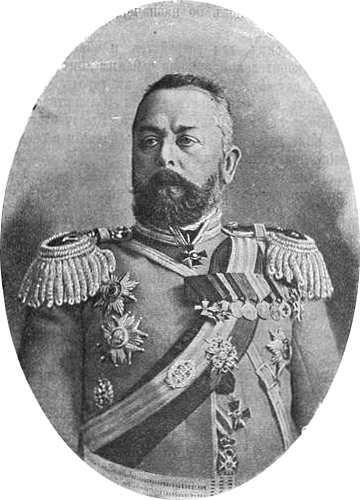
ژنرال الکساندر سامسونوف، فرمانده ارتش دوم روسیه که پس از شکست نیروهای پرشمارش دست به خود کشی زد.

فرانسوآ آماده بود که در ۲۷ اوت با قاطعیت به جناح چپ روس‌ها یورش ببرد و سپاه یکم آنها را شکست دهد. توپخانهٔ سپاهش درهم کوبنده بود، و به زودی شهر کلیدی اوسدائو(Usdau) را متصرف شد. در مرکز، روس‌ها کوشیدند به سپاه بیستم آلمان(XX) یورش برده و به شمال غربی پیشروی کنند. سپاه هفدهم و سپاه یکم ذخیره، جناح راست روس‌ها را عقب راندند. ژنرال باسیل گورکو، فرمانده لشکر اول سواره از ارتش یکم (که از ۱۷_۱۹۱۶ نیز به ریاست ستاد کل رسید) بعدها مطلع شد که سامسونوف از آنچه در جناحین ارتشش می‌گذشت بی اطلاع بود زیرا سیر عملیات را بر بالای تپه ای که دور از مقر مخابراتش بود مشاهده می‌کرد و گزارش‌ها نیز به دستش نمی‌رسیدند. وقتی دانست که ارتش وی در خطر محاصره شدن توسط سپاه‌های هفدهم و یکم ذخیرهٔ دشمن (از راست) و سپاه یکم (از چپ) قرار دارد دیگر دیر شده بود.
در صبح ۲۸ اوت فرماندهان آلمانی در طول جبهه با موتور گشتی زدند آنهم در زمانی که از یک تجسس هوایی، گزارشی مبنی بر پیشروی ارتش رننکمپف به سوی عقب شان به دست رسید. لودندورف هشدار داد که حمله به ارتش دوم باید متوقف گردد. هیندنبورگ وی را به کنار درختچه‌هایی که در نزدیکی بود، کشاند و با او صحبتی کرد. وقتی بازگشتند، هیندنبورگ با خونسردی اعلام داشت که عملیات به همان صورت که طراحی شده‌است، ادامه میابد.(یعنی حمله به ارتش دوم سامسونوف را از سر می‌گیرند) مدت زیادی نگذشت که اطلاع یافتند اخبار پیشروی ارتش رننکمپف نادرست بوده‌است. سپاه یکم سامسونوف در چپ و سپاه ششم وی در راست هر دو در حال عقب‌نشینی بودند. مرکز وی (یعنی سپاه سیزدهم با علامت XIIIآبی رنگ) مواد غذایی و مهمات بسیار قلیلی دریافت کرده و قادر به ادامهٔ حمله نبود. به وی دستور عقب‌نشینی داده شد تا ابتدا به تدارکات لازم مجهز شود. سامسونوف از فرماندهی کل قوا درخواست کرد به رننکمپف دستور دهند به کمکش بشتابد؛ اما برای چنین تقاضایی دیر شده بود. سپاه یکم فرانسوآ به موقع پیشروی اش به سمت شرق را انجام می‌داد و برای آنکه خط جبهه ای در جنوب روس‌ها بین نایدنبورگ و ویلنبرگ ایجاد کند، فراتر از اوامر ستاد پیشروی می‌کرد، سپاه هفدهم نیز جهت مرتبط شدن با وی به جنوب غربی خزیده بود. اکنون کمند را انداخته بودند. روس‌هایی که در نیمه اوت مهاجم بودند، اکنون در پایان ماه خود را تحت محاصره دیدند.
در ۲۹ اوت نیروهای ارتش دوم روسیه در مرکز، که می‌خواستند به جنوب عقب بنشینند، با خط دفاعی غیرمنتظره آلمان‌ها مواجه شدند. وضعیت آنها اکنون مشابه این بود که در دیگی به مرکزیت شهر Frogneau گیر افتاده باشند، آنها در تمام این روز بی وقفه با توپخانهٔ ژرمن‌ها بمباران می‌شدند. چنان عده ای محاصره شدند که جاده‌هایی که بیرون از صحنهٔ نبرد بودند مملو از ستون‌های این ارتش شدند. هیندنبورگ و لودندورف از بالای تپه ای نظاره گر اوضاع بودند. در ۳۰ اوت آن دسته از نیروهای روسی که هنوز در بیرونِ این تلهٔ دیگ مانندِ آلمان‌ها قرار داشتند، بیهوده کوشیدند رخنه ای به خارج این کمند بیابند. ژنرال الکساندر سامسونوف، فرمانده ارتش دوم روسیه تزاری، به جای آنکه محاصره و شکست نیروهایش را به اطلاع نیکلای دوم روسیه برساند، در همان شب در جنگل‌ها غیب شده و اقدام به خودکشی کرد. جسد وی یکسال بعد مکشوف و توسط صلیب سرخ به روسیه بازگردانده شد.
در آخرین روز ماه اوت، ژنرال هیندنبورگ در گزارشی رسمی به قیصر اطلاع داد که سه سپاه روسیه (سیزدهم و پانزدهم و بیست و سوم) مضمحل شده‌اند. دو سپاه جناحی (یکم و ششم) نیز که در دام نیفتاده بودند، با تحمل تلفات فراوان به لهستان عقب نشستند. او تقاضا کرد که نام این نبرد را تاننبرگ نهند. (پیشنهادی که البته هر دوی لودندورف و هوفمان آنرا به خود نسبت دادند) ارتش دوم سامسونوف تقریباً به کل تار و مار گردید: ۹۲٬۰۰۰ نفر اسیر، ۷۸٬۰۰۰ کشته یا زخمی و تنها ۱۰٬۰۰۰(اکثراً از اعضای جناحینی که در حال فرار بودند) از چنگ آلمان‌ها دررفتند. روس‌ها همچنین ۳۵۰ سلاح سنگین از دست دادند. تلفات آلمانها تنها ۱۲٬۰۰۰ از تعداد کل ۱۵۰٬۰۰۰ آلمانیِ شرکت کننده در جنگ بود. حدود ۶۰ قطار جهت انتقال غنائم روسی به آلمان فرا خوانده شدند.